# 랍샤나 쿠르코바
랍샤나 바흐라모브나 쿠르코바(우즈베크어: Ravshana Bahromovna Kurkova, 러시아어: Равша́на Бахра́мовна Курко́ва, 1980년 8월 22일 ~ )는 우즈베키스탄, 러시아의 배우이다.

## 출연 작품
- 발칸라인 - 베라 역
- 체르노빌 1986 - 디나 역